# Diecezja Gualeguaychú
Diecezja Gualeguaychú (łac. Dioecesis Gualeguaychensis) – diecezja Kościoła rzymskokatolickiego w Argentynie, sufragania archidiecezji Paraná.

## Historia
11 lutego 1957 papież Pius XII bullą Quandoquidem adoranda erygował diecezję Gualeguaychú. Dotychczas wierni z tym terenów należeli do diecezji (obecnie archidiecezji) Paraná.

## Ordynariusze
- Jorge Ramón Chalup (1957 - 1966)
- Pedro Boxler (1967 - 1996)
- Luis Eichhorn (1996 - 2004)
- Jorge Eduardo Lozano (2005 - 2016)
- Héctor Zordán MSSCC (od 2017)